# Galceran de Rocabruna
Galceran de Rocabruna, eclesiàstic català, fou abat de Sant Quirze de Colera de 1489 a 1522, per bé que algunes fonts l'intitulen ja abat el 1472, potser per confusió de nom amb el seu antecessor Galceran de Rocabertí.
També anomenat Galceran de Navata o de Pontós, era fill del donzell Galceran de Pontós i de Francesca de Rocabruna, senyora de Sant Miquel, Vilartolí, Masarac, Campmany, Carupigal, Orla, Vilajoan i Cavallera, entre altres possessions.
El 1500 i el 1512 va presidir la Província Eclesiàstica Tarraconense. El 1521 fou oïdor de comptes del braç eclesiàstic de la Generalitat.